# Anger (Bawaria)
Anger – miejscowość i gmina w Niemczech, w kraju związkowym Bawaria, w rejencji Górna Bawaria, w regionie Südostoberbayern, w powiecie Berchtesgadener Land. Leży około 10 km na północny zachód od Bad Reichenhall, przy autostradzie A8.

## Demografia
Dane o ludności z 31 grudnia 2008:
| Opis                                | Ogółem | Ogółem | Kobiety | Kobiety | Mężczyźni | Mężczyźni |
| ----------------------------------- | ------ | ------ | ------- | ------- | --------- | --------- |
| Jednostka                           | osób   | %      | osób    | %       | osób      | %         |
| Populacja                           | 4245   | 100    | 2091    | 49,26   | 2154      | 50,74     |
| Wiek przedprodukcyjny (0–17 lat)    | 822    | 19,36  | 384     | 9,05    | 438       | 10,32     |
| Wiek produkcyjny (18–65 lat)        | 2684   | 63,23  | 1312    | 30,91   | 1372      | 32,32     |
| Wiek poprodukcyjny (powyżej 65 lat) | 739    | 17,41  | 395     | 9,31    | 344       | 8,1       |

## Polityka
Wójtem gminy jest Silvester Enzinger z CSU, rada gminy składa się z 16 osób.

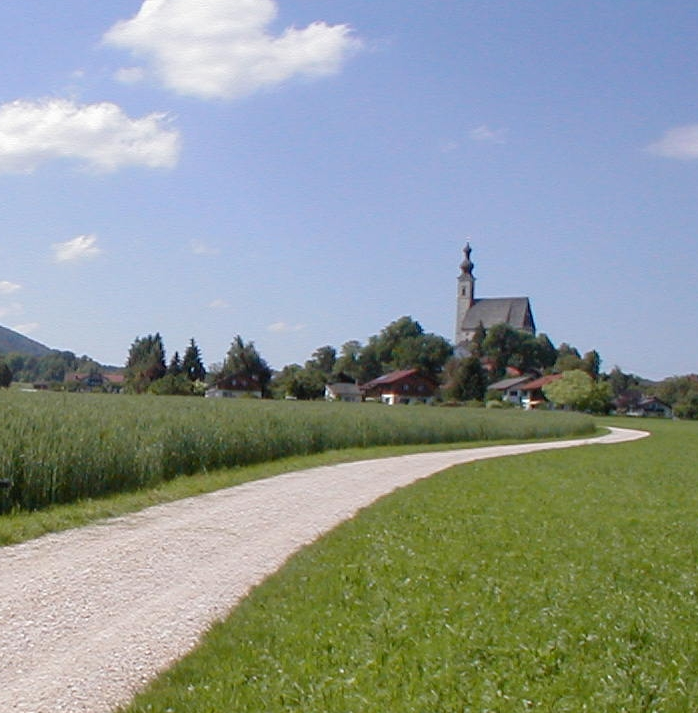
Widok od strony Piding

Centrum miejscowości

|      | CSU | SPD | FWG Anger-Högl-Aufham | Razem |
| 2008 | 8   | -   | 8                     | 16    |
| 2002 | 7   | 1   | 8                     | 16    |